# مصطفى رشيد باشا
مصطفى رشيد باشا  أو مصطفى رشيد باشا الكبير. ولد في 13 مارس 1800 وتوفي في 7 يناير 1858. وهو صدر أعظم ودبلوماسي ورجل دولة.
يعد مصطفى رشيد أحد أهم رجال الدولة العثمانية في فترة التنظيمات وقد عمل كصدر أعظم ستة مرات في عهد عبد المجيد الأول بما يعادل سبعة سنوات وشهر. بالإضافة إلى أنه عمل كوزير للخارجية أربع مرات، وكوالي لأدرنه، وكسفير في لندن وباريس.

## النشأة
ولد مصطفى رشيد في 13 مارس 1800 في إسطنبول. ووالده مصطفى رشيد كان يعمل كاتب يومية في أوقاف بايزيد الثاني. وبعد أن تعلم القراءة والكتابة على يد والده قضى فترة قصيرة يتعلم في المدرسة ليصبح قائدًا دينيًا، لكنه لم يحصل على الإجازة لوفاة والده وهو في العاشرة من عمره. وانتقل إلى جوار خاله سيد علي الإسبرطالي. وقد درس مصطفى رشيد في معهد الكتبة. وقد رقى خاله وعمل كوالي لإيالة موره في 1816 وانتقل معه مصطفى رشيد.

## حياته السياسية الأولى

### حرب اليونان للاستقلال عن الدولة العثمانية
أثناء حرب الاستقلال اليونانية في الفترة بين عام 1820 و1822 والتي حدثت في فترة ولاية خاله الثانية لموره وبدعم كبيرة من الدول الأوروبية لليونان تصرف رشيد باعتباره حامل ختم الصدر الأعظم سيد علي وقائد القوات المسلحة، وكتب عدة ملاحظات للمرة الأولى والتي أثرت فيما بعد بشكل كبير على حياته السياسية. ففي البداية كتب أن المؤسسات العثمانية تحتاج إلى إصلاحات كبيرة، وبالأخص الجيش العثماني، حيث أصبحت الدولة العثمانية بحاجة لجيش حديث كجيش محمد علي الذي ساعد اليونايين ضد الدولة العثمانية. ثانيا، أدرك أن الدولة العثمانية تحتاج إلى الدعم والمساعدة الأوروبية لضمان استمرار الإمبراطورية.

### مكتب وزارة الخارجية
بعدما عزل سيد علي باشا من وظيفته في عام 1821، عزل معه كل الموظفين التابعين له ومعهم مصطفى رشيد. وأجبر على العيش في إسطنبول لثلاث سنوات بلا عمل ولا وظيفة. وفي تلك الفترة انشغل بزيادة تعليم مصطفى رشيد.
بدأ مصطفى رشيد بالعمل ككاتب في الصدارة العظمى في عام 1824. وعمل كموظف في وزارو الخارجية. وعندما بدأت الحرب العثمانية الروسية في عام 1828 انضم إلى الجيش ككاتب. وعمل على كتابة التقارير الملخصة المرسلة من قيادة الحرب إلى القصر. وقد لفتت تلك التلخيصات دقة السلطان محمود الثاني. وعينه في حجرة عمادة الخلافة (هي دائرة تدير الشؤون الكتابية للمعاملات الجارية في القصر) عندما عاد من الحرب. وعمل ككاتب للمفاوضات مع الوفود الروسية لمعاهدة أردنه التي عقدت بين الدولة العثمانية وروسيا في عام 1828.
وفي تلك الأثناء أصبح تابعًا لبرتو باشا رئيسه في مكتب المراسلات الواردة. وصحبه في رحلة المفاوضات مع محمد علي باشا شخصيًا في القاهرة بعد انتهاء معركة نافارين. وقد لفت مصطفى رشيد انتباه محمد علي أثناء المفاوضات المنعقدة وعرض عليه عملًا في القاهرة، لكنه لم يقبل بذلك وعاد إلى إسطنبول 1831.
بحلول عام 1832 رُقي مصطفى رشيد من منصبه كمستقبل وأصبح رئيس أمانة المراسلات الواردة. وبعدما هزم الجيش المصري بقيادة إبراهيم باشا الدولة العثمانية هزيمة ساحقة في معركة قونية في 21 ديسمبر 1832. وافقت الدولة العثمانية على منح محمد علي سناجق مصر وكريت ونابلس وجدة والقدس. وأرسل السلطان فرمانًا يخبر بذلك مع خليل رفعت باشا مشاوره وكذلك مصطفى رشيد إلى مصر. وعند عودة مصطفى رشيد إلى إسطنبول كان جيش إبراهيم باشا قد تقدم حتى كوتاهيه.
كان مصطفى رشيد كاتب هيئة المفاوضات التي أرسلت للتفاوض مع الجيش المصري بقيادة إبراهيم باشا في 23 مارس 1833، وفي نهاية تلك المفاوضات وقعت اتفاقية كوتاهيه. وحصل جيش محمد بجانب الأماكن التي حصل عليها سابقًا، حصل ولاية الشام وحلب، وضرائب من ولاية أضنة. وقد أغضب ذلك السلطان محمود الثاني جدًا وبالأخص دفع الضرائب عن أضنه. وأُنقذ مصطفى رشيد من الموت بصعوبة بتدخل بعض الأصدقاء.

## التفاعل الأجنبي

### سفير باريس 1834–1836
تقرر إرسال سفراء دائمين من الدولة العثمانية إلى الدول الغربية. وعين مصطفى رشيد كسفير متوسط استثنائي في باريس في يوليو عام 1834، وقد كان الهدف من تعينه حل مشكلة احتلال فرنسا للجزائر بشكل دبلوماسي ولكنه لم ينجح في ذلك. ونجح في تحويل دعم فرنسا لمحمد علي للدولة العثمانية وتعلم الفرنسية بطلب من السلطان محمود الثاني. وفي عام 1835 دُعي إلى إسطنبول مرة أخرى. وبعد ثلاثة أشهر من دعوته لاسطنبول أرسل إلى باريس مرة أخرى لكن كسفير كبير. وعمل مرة أخرى على مشاكل مصر والجزائر. وفي الثالث عشر من سبتمبر 1836 عين محمد نوري أفندي سفير لندن كسفير لباريس، وحل مكانه في لندن مصطفى أفندي.

### سفير لندن 1836–1838
كان السبب الرئيسي لإرسال مصطفى رشيد لندن هو تأكيده في رسائله للسلطان محمود أن فرنسا لن تدعم الدولة العثمانية على المستوى العالمي وأن إنجلترا أكثر ثقلًا منها، وأن بإمكان تحقيق نتائج ملائمة في تلك القضية. وقد أنشيء علاقات قوية مع الحكومة البريطانية وبالأخص مع الدبلوماسي بونسنبي مرشده في لندن. وكان برتو باشا له نفس العلاقات القوية أيضًا، وكان نجاحه الكبير هو تحقيق دعم بريطانيا للدولة العثمانية ضد محمد علي. وبينما كان سفيرًا في لندن عين وزيرًا للخارجية بعد الوفاة غير المتوقعة لوزير الخارجية أحمد خُلوصوي في يوليو 1837. وبعد ترقيته في وزارة الخارجية حصل على لقب باشا في 25 يناير  1838 وعاد مرة أخرى إلى لندن لتشكيل تحالف دفاعي ضد محمد علي وأبنائه. وعلى الرغم من عدم تحقق أي شيء من المحادثات إلا أنه نجح في التفاوض في معاهدة بلطة ليمان التجارية بين بريطانيا والإمبراطورية العثمانية. وقد سمحت المعاهدة بالتجارة البريطانية داخل الأراضي العثمانية وأنهت الاحتكارات العثمانية في بريطانيا.